# Lou Wagner
Lou Wagner (ur. 19 sierpnia 1940 w San Jose) – amerykański aktor, znany z roli Luciusa w filmie Planeta małp oraz mechanika Harlana Arlissa w serialu telewizyjnym NBC „CHiPs” w latach 1978–1983.
Ze względu na swój niski wzrost (157 cm), często gra postacie znacznie młodsze niż jego faktyczny wiek.

## Filmografia
- Zagubieni w kosmosie (1965) jako J-5
- The Jean Arthur Show (1966) jako Burdino
- Run for Your Life (1967) jako Austin
- Planeta małp (1968) jako Lucius
- Mayberry R.F.D. (1968) jako Jockey
- Dragnet 1967 (1968 – 1969)
- Hello Down There (1969) jako Marvin Webster
- Port lotniczy (1970) jako Schuyler Schultz
- Pufnstuf (1970)
- The Virginian (1971) jako Mr. Hill
- Alias Smith and Jones (1971) jako Butler
- Nichols (1972) jako McKeever
- Podbój Planety Małp (1972) jako Busboy
- Goodnight, My Love (1972) jako Sally
- McMillan & Wife (1973) jako Willie Marsnak
- Chase (1973) jako Mouse
- Columbo: Mind Over Mayhem (1974) jako Ross
- Happy Days (1974) jako Mr. Schnieber
- Matt Helm (1975)
- Spotkanie z UFO (1975) jako The Leader
- Mirrors (1978) jako Chet
- Quincy, M.E. (1979, TV Series) as Jockey Billy McGinn
- The Baltimore Bullet (1980) jako Savannah Shorty
- Gorp (1980) jako Federman
- CHiPs (1978–1983) jako Harlan Arliss
- Crazy Like a Fox (1986)
- Hunter (1989) jako Garth
- The Golden Girls (1992) jako Larry
- Star Trek: Następne pokolenie (1992) jako DaiMon Solok
- Star Trek: Stacja kosmiczna (1993) jako Krax
- Prawnicy z Miasta Aniołów (1993) jako Appraiser
- Sodbusters (1994) jako Shorty Simms
- Świat pana trenera (1994) jako Arthur
- In This Corner (1994) jako Referee
- Night Stand with Dick Dietrick (1996) jako George
- Galgameth (1996) jako Zethar
- Sunsplit (1997) jako Kurt Pasakivi
- Powrót do Providence (1999) jako Weird Job Applicant
- Starry Night (1999) jako Gabe Burton
- Yes, Dear (2000–2006, TV Series) as Mike Werle / Mike / Mr. Bradley
- James Dean (2001, TV Movie) as 'Eden' Makeup Person
- Przyjaciółki (2003) jako dr Garrett / Dr. Michael Garrett
- Chopping Block (2005) jako Joe Rozzi
- Na imię mi Earl (2006) jako Mr. Covington
- Harold (2008) jako Principal Nelson
- Artificially Speaking (2009) jako dr Lionel Bainbridge
- Dorastająca nadzieja (2010–2014) jako Attorney Wally Phipps
- Millerowie (2013–2014) jako Mr. Booms
- Honey Jar: Chase for the Gold (2016) jako Coach Felton
- Chicanery (2017) jako Ben Gitzel
- Dziewczyny nocą (2018) jako Frank Barrett
- Doula (2022) jako Lev